# Sarcopteron arenacea
Sarcopteron arenacea là một loài bướm đêm trong họ Noctuidae.